# 洛科港区

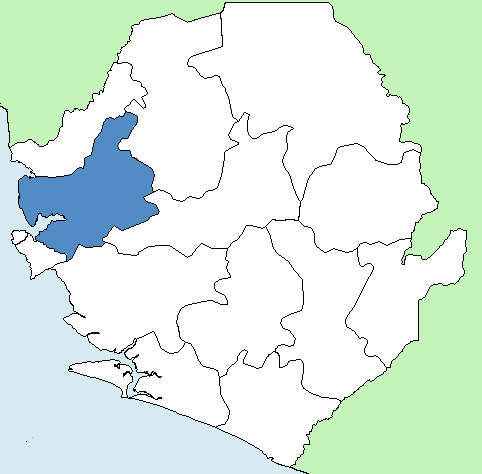
洛科港区

洛科港区（英語：Port Loko District）是塞拉利昂16区之一，首府洛科港。洛科港区位於塞拉利昂西北省，洛科港区是塞拉利昂北部人口最多的区，也是塞拉利昂第二大人口区，仅次于西部區市區。根據2015年人口普查，洛科港区的人口为 614,063。